# Clostridium methylpentosum
Clostridium methylpentosum  è una specie di batterio appartenente alla famiglia delle Clostridiaceae.